# Ribeirão Pires
Ribeirão Pires ist eine Stadt im brasilianischen Bundesstaat São Paulo. Sie hatte im Jahr 2018 etwa 122.600 Einwohner.

## Geschichte
Die Gemeinde wurde 1953 durch Landesgesetz gegründet.

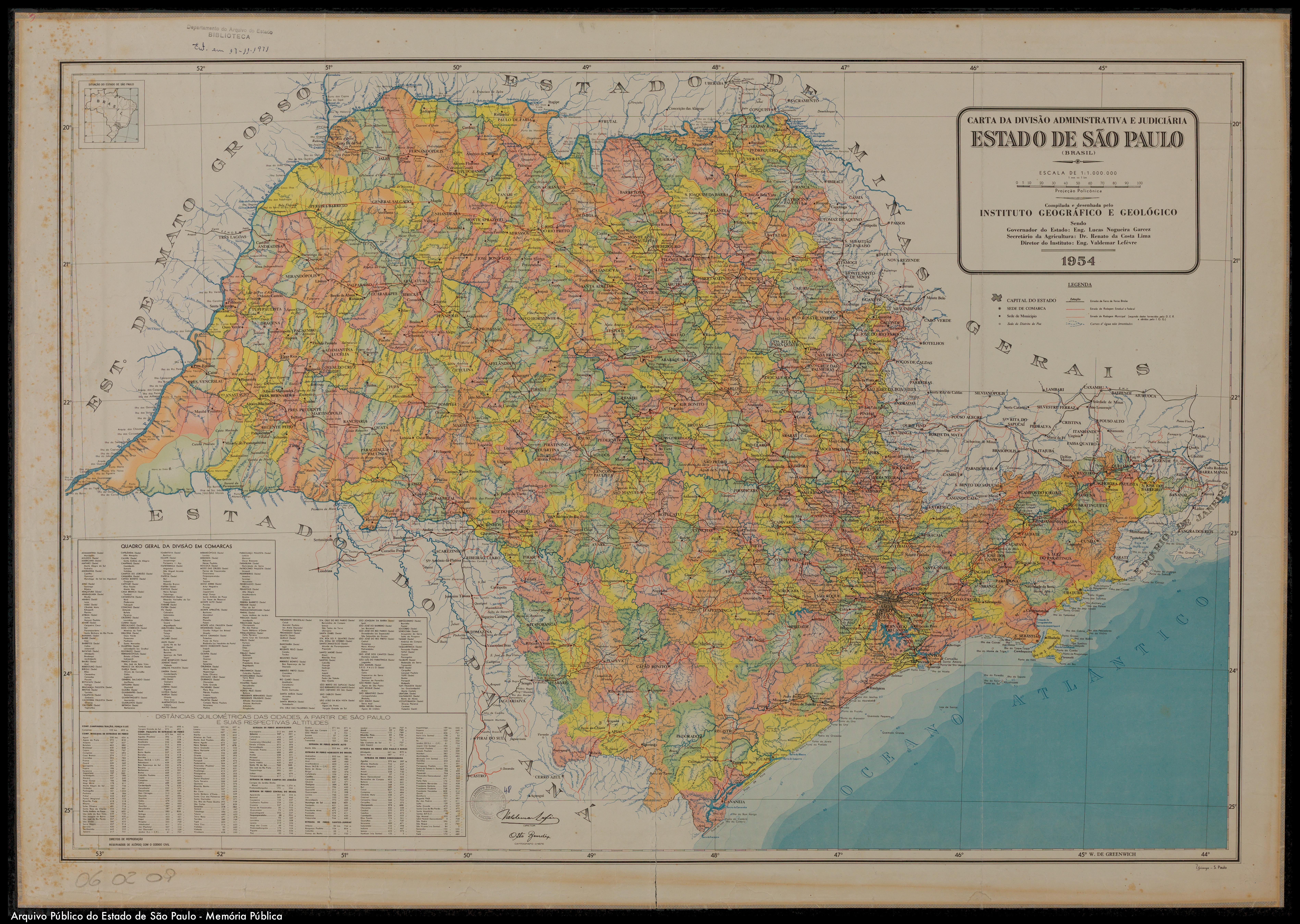
Karte des Bundesstaates São Paulo (1953).